# Charinus bichuetteae
Espèce
Charinus bichuetteae est une espèce d'amblypyges de la famille des Charinidae.

## Distribution
Cette espèce est endémique du Pará au Brésil. Elle se rencontre à Vitória do Xingu dans la grotte Gruta do China et à Altamira dans les grottes Gruta do Sismógrafo, Caverna Sugiro-Roncador et Caverna Pedra da Cachoeira.

## Description

Charinus bichuetteae ♂

La carapace du mâle holotype mesure 1,65 mm de long sur 2,17 mm et l'abdomen 1,26 mm et la carapace des femelles de 2,17 à 2,48 mm de long sur de 3,00 à 3,352 mm et l'abdomen de 3,26 à 4,04 mm de long.

## Étymologie
Cette espèce est nommée en l'honneur de Maria Elina Bichuette.

## Publication originale
- Giupponi & Miranda, 2016 : « Eight New Species of Charinus Simon, 1892 (Arachnida: Amblypygi: Charinidae) Endemic for the Brazilian Amazon, with Notes on Their Conservational Status. » PLOS One, vol. 11, no 2, e0148277, p. 1-33.